# Заргер
Заргер (кирг. Зергер) — село в Узгенском районе Ошской области Кыргызстана. Входит в состав Заргерского аильного округа. Код СОАТЕ — 41706  255 822 04 0
Село расположено на одноимённой реке в 25км от Узгена, по дороге идущий угольно-карьерный Кум Бель.
В селе есть школа имени А. Турабаева.

## Население
По данным переписи 2023 года, в селе проживало 1 454 человек.